# PeR
PeR (Please Explain the Rhythm) ist eine, 2007 gegründete, lettische Popband. Sie gestaltet ihre Songs mit Rap- und Beatbox-Einlagen. 

## Werdegang
Erste größere Aufmerksamkeit erreichte die Gruppe als Teilnehmer der russischen Talentshow Minuta Slawy (dem russischen Supertalent), wo sie den vierten Platz erreichten. Ein Jahr später nahmen sie an der lettischen LNT-Castingshow Latvijas zelta talanti teil, wo sie es bis ins Finale schafften. In den Jahren 2009, 2010 und 2012 nahmen sie jeweils an der Eirodziesma teil, der lettischen Vorauswahl zum Eurovision Song Contest teil, ohne jedoch einen Sieg zu erringen. Im Jahr 2013 siegten sie in der Vorauswahl mit dem Popsong Here we go und durften daher beim Eurovision Song Contest 2013 in Malmö für ihr Land antreten. Nach ihrem Auftritt beim zweiten Halbfinale konnten sie sich aber nicht für das Finale qualifizieren.
Die Mitglieder sind die Sänger Ralfs Eilands und Edmunds Rasmanis, ehemalige Mitglieder sind die Sänger Emīls Vegners (2007–2008) und Pēteris Upelnieks (2007–2011).

## Diskografie

### Alben
- 2012: PeR

### Singles
- 2009: Bye, Bye
- 2009: Bums
- 2010: Like a Mouse
- 2010: Līdzsvarā
- 2011: Go Get Up
- 2011: Mazajām Sirsniņām
- 2012: Disco Superfly
- 2013: Sad Trumpet
- 2013: Here We Go